# Ayguetinte
Ayguetinte é uma comuna francesa na região administrativa de Occitânia, no departamento de Gers. Estende-se por uma área de 6,31 km². Em 2010 a comuna tinha 165 habitantes (densidade: 26,1 hab./km²).